# Вікторія Чміліте-Нільсен
Вікторія Чміліте-Нільсен (нар. 6 серпня 1983, Шяуляй) — литовська шахістка, гросмейстер (2010). Чемпіонка Європи з шахів 2011 року. Дворазова переможниця чемпіонату Литви серед чоловіків. Її рейтинг станом на березень 2020 року — 2538 (7-ме місце у світі, 1-ше — серед шахісток Литви). Спікерка Сейму Литви з 13 листопада 2020 року до 14 листопада 2024 року від партії Ліберальний рух.

## Ранні роки
У шахи Вікторію навчив грати її батько у віці шести років. Він залишався її тренером у роки становлення Її перші досягнення були приголомшливими, вона зібрала багато важливих юнацьких титулів, включно з Чемпіонатом Європи з шахів серед юнаків для дівчаток до 10 років (Сомбатгей 1993) і Чемпіонатом світу з шахів серед юнаків для дівчаток до 12 років (Сан-Лоренсо 1995).

## Національний чемпіон і претендентка на звання чемпіонки світу
У шістнадцять років вона вийшла за межі юнацьких шахів, вигравши чемпіонат Литви серед чоловіків, який відбувся у Вільнюсі. Щоб зробити це, їй довелось подолати трьох гросмейстерів чоловіків і міжнародного майстра на тай-брейку. Цей подвиг вона повторила п'ять років по тому, у 2005, цього разу здолавши гросмейстера Шарунаса Шулскіса в плей-офф. Цього разу перемога мала особливе значення, оскільки турнір проходив у її рідному місті, яке є четвертим за величиною в Литві.
2000 року посіла друге місце на чемпіонаті європи серед юнаків для дівчат до 20 років в Астурії, пропустивши вперед Йованку Хоуску. 2001 року вона посіла першу сходинку в рейтингу ФІДЕ серед дівчат. Того ж року вона виграла турнір у Вейк-ан-Зеє (резервна група).
Чміліте також досягнула великого успіху на чемпіонаті Європи з шахів серед жінок, де вона завоювала срібні нагороди 2003 (Стамбул), 2008 (Пловдив) і 2010 (Рієка). Стала Чемпіонкою світу зі швидких шахів у 2007 році. Виконавши три гросмейстерські норми: в Гібралтарі 2008, в Нові-Саді 2009 і в Рієці 2010, здобула цей титул 2010 року, що є рідкістю для жіночих шахів.
На чемпіонаті світу з шахів серед жінок двічі була серйозною претенденткою. У першому випадку 2004 року їй завдала поразки в останніх раундах колишня чемпіонка світу Мая Чибурданідзе. У 2006 Чміліте просунулась на крок далі, усунувши зі свого шляху Олександру Костенюк, а потім у чвертьфіналі Чибурданідзе. Тим не менш, вона програла в півфіналі Алісі Галлямовій.

## Успіхи в командних змаганнях
У складі команди вона представляла Литву на більшості основних змагань і здобула дві індивідуальні золоті медалі на шахових олімпіадах, обидва рази на першій шахівниці. Спочатку в Стамбулі 2000 року (9½/12), а потім у Кальвії 2004 року (8½/11). Також в активі Вікторії є індивідуальна золота нагорода командного чемпіонату Європи 2013 року (7/9).
Уперше Вікторія зіграла у складі збірної Литви, коли їй було тринадцять років, на шаховій олімпіаді 1996 року, що проходила у Єревані, у п'ятнадцять років (Еліста, 1998) зіграла на першій шахівниці, кожного разу досягаючи позитивного результату.
 Крім того, Чміліте двічі виступала за чоловічу збірну Литви на чемпіонаті Європи 2009 року (5/9 — 21 місце) та шаховій олімпіаді 2010 року (5/9 — 44 місце).

## Політикаї
2015 року виборола місце в литовському парламенті. Є спікером Литовського парламенту, відстоює проукраїнську позицію. 18 червня 2024 року прибула до Києва з офіційним візитом.

## Клубні виступи
У жіночій шаховій бундеслізі в Німеччині грає за команду OSC Баден-Баден, але також бере певну участь у шаховій лізі в Швеції.

## Нагороди
- Орден князя Ярослава Мудрого II ст. (Україна, 21 жовтня 2022) — за значні особисті заслуги у зміцненні міждержавного співробітництва, підтримку державного суверенітету та територіальної цілісності України, вагомий внесок у популяризацію Української держави у світі[10]

## Особисте життя
Її хобі є волейбол, розмовляє російською, англійською та іспанською мовами, окрім рідної литовської.
- Колишній чоловік гросмейстер Олексій Широв (2001—2007).
- Чоловік — данський гросмейстер Пітер Гейне Нільсен, одружилися 28 грудня 2013.
- Троє синів: Дмитро, Олександр та Маріус.

## Зміни рейтингу
| На цьому місці має відображатися графік чи діаграма, однак з технічних причин його відображення наразі вимкнено. Будь ласка, не видаляйте код, який викликає це повідомлення. Розробники вже працюють для того, щоби відновити штатне функціонування цього графіка або діаграми. | |
| | На цьому місці має відображатися графік чи діаграма, однак з технічних причин його відображення наразі вимкнено. Будь ласка, не видаляйте код, який викликає це повідомлення. Розробники вже працюють для того, щоби відновити штатне функціонування цього графіка або діаграми. |